# ARA Santiago del Estero (S-2)
El ARA Santiago del Estero (S-3) fue uno de los tres submarinos de la clase Tarantinos construidos en Italia para la Armada Argentina. Fue puesto en gradas en 1928, botado en 1932 y asignado en 1933. Fue la primera nave de la marina de guerra en llevar el nombre de la Provincia de Santiago del Estero.

## Historia
Adjudicado el contrato en 1927 al astillero Franco Tosti (de Tarento, Italia), el gobierno argentino ordenó la construcción de tres submarinos para constituir la Fuerza de Submarinos de la Armada Argentina.
Fue puesto en gradas el 25 de mayo de 1928, botado el 28 de marzo de 1932 y entregado el 25 de enero de 1933. Al comando del teniente de navío Rodolfo A. González viajó de Tarento a Buenos Aires junto a sus gemelos Santa Fe y Salta.
Tramitada su baja en 1959 (el 23 de abril), fue vendido en remate a un particular para su uso como pontón.
El Museo de la Fuerza de Submarinos (en la Base Naval Mar del Plata) guarda el pabellón de guerra del ARA Santiago del Estero (S-2).